# Grande Prêmio da Itália de 1963
Resultados do Grande Prêmio da Itália de Fórmula 1 realizado em Monza em 8 de setembro de 1963. Sétima etapa do campeonato, a prova foi vencida pelo britânico Jim Clark que sagrou-se campeão mundial pela primeira vez e no mesmo instante a Lotus conseguiu um inédito título entre os construtores.

## Classificação da prova
| Pos. | Nº | Piloto                  | Construtor        | Voltas | Tempo/Diferença        | Grid | Pontos |
| ---- | -- | ----------------------- | ----------------- | ------ | ---------------------- | ---- | ------ |
| 1    | 8  | Jim Clark               | Lotus-Climax      | 86     | 2:24:19.6              | 3    | 9      |
| 2    | 10 | Richie Ginther          | BRM               | 86     | + 1:35.0               | 4    | 6      |
| 3    | 18 | Bruce McLaren           | Cooper-Climax     | 85     | + 1 volta              | 8    | 4      |
| 4    | 32 | Innes Ireland           | BRP-BRM           | 84     | Motor                  | 10   | 3      |
| 5    | 22 | Jack Brabham            | Brabham-Climax    | 84     | + 2 voltas             | 7    | 2      |
| 6    | 20 | Tony Maggs              | Cooper-Climax     | 84     | + 2 voltas             | 13   | 1      |
| 7    | 58 | Jo Bonnier              | Cooper-Climax     | 84     | + 2 voltas             | 11   |        |
| 8    | 30 | Jim Hall                | Lotus-BRM         | 84     | + 2 voltas             | 17   |        |
| 9    | 66 | Maurice Trintignant     | BRM               | 83     | + 3 voltas             | 20   |        |
| 10   | 40 | Mike Hailwood           | Lola-Climax       | 82     | + 4 voltas             | 18   |        |
| 11   | 16 | Phil Hill               | ATS               | 79     | + 7 voltas             | 14   |        |
| 12   | 48 | Bob Anderson            | Lola-Climax       | 79     | + 7 voltas             | 19   |        |
| 13   | 6  | Mike Spence             | Lotus-Climax      | 73     | Pressão do óleo        | 9    |        |
| 14   | 24 | Dan Gurney              | Brabham-Climax    | 64     | Sistema de combustível | 5    |        |
| 15   | 14 | Giancarlo Baghetti      | ATS               | 63     | + 23 voltas            | 25   |        |
| 16   | 12 | Graham Hill             | BRM               | 59     | Embreagem              | 2    |        |
| Ret  | 54 | Jo Siffert              | Lotus-BRM         | 40     | Pressão do óleo        | 16   |        |
| Ret  | 2  | Lorenzo Bandini         | Ferrari           | 37     | Câmbio                 | 6    |        |
| Ret  | 42 | Masten Gregory          | Lotus-BRM         | 26     | Motor                  | 12   |        |
| Ret  | 4  | John Surtees            | Ferrari           | 16     | Motor                  | 1    |        |
| DNS  | 38 | Chris Amon              | Lola-Climax       |        | Acidente nos treinos   |      |        |
| DNQ  | 64 | Mário de Araújo Cabral  | Cooper-Climax     |        |                        |      |        |
| DNQ  | 50 | Ian Raby                | Gilby-BRM         |        |                        |      |        |
| DNQ  | 34 | Tony Settember          | Scirocco-BRM      |        |                        |      |        |
| DNQ  | 28 | Carel Godin de Beaufort | Porsche           |        |                        |      |        |
| DNQ  | 62 | Ernesto Brambilla       | Cooper-Maserati   |        |                        |      |        |
| DNQ  | 46 | André Pilette           | Lotus-Climax      |        |                        |      |        |
| DNQ  | 44 | Roberto Lippi           | de Tomaso-Ferrari |        |                        |      |        |
| WD   | 26 | Gerhard Mitter          | Porsche           |        |                        |      |        |
| WD   | 36 | Ian Burgess             | Scirocco-BRM      |        |                        |      |        |
| WD   | 52 | Günther Seiffert        | Lotus-BRM         |        |                        |      |        |
| WD   | 56 | Carlo Abate             | Porsche           |        |                        |      |        |
| WD   | 60 | Gaetano Starrabba       | Lotus-Maserati    |        |                        |      |        |

## Tabela do campeonato após a corrida
|   | Pos. | Piloto         | Pontos |
| - | ---- | -------------- | ------ |
|   | 1    | Jim Clark      | 51     |
| 1 | 2    | Richie Ginther | 24     |
| 1 | 3    | John Surtees   | 22     |
| 2 | 4    | Bruce McLaren  | 14     |
| 1 | 5    | Graham Hill    | 13     |

|   | Pos. | Construtor     | Pontos  |
| - | ---- | -------------- | ------- |
|   | 1    | Lotus-Climax   | 51 (52) |
| 1 | 2    | BRM            | 28      |
| 1 | 3    | Ferrari        | 22      |
|   | 4    | Cooper-Climax  | 21      |
|   | 5    | Brabham-Climax | 15      |

- Nota: Somente as primeiras cinco posições estão listadas. Apenas os seis melhores resultados, dentre pilotos ou equipes, eram computados visando o título. Neste ponto esclarecemos: na tabela dos construtores figurava somente o melhor colocado dentre os carros de um time. No presente caso, os campeões da temporada surgem grafados em negrito.